# Jardim Botânico
Jardim Botânico è una regione amministrativa del Distretto Federale brasiliano.